# Corrado di Wittelsbach
Corrado di Wittelsbach, in tedesco Konrad von Wittelsbach (Germania, 1125 – Riedfeld, 25 ottobre 1200), fu arcivescovo di Magonza (col nome di Corrado I) e Arcicancelliere di Germania dal 20 giugno 1161 al 1165 e nuovamente dal 1183 alla sua morte.

## Biografia
Figlio di Ottone IV di Wittelsbach e fratello di Ottone I di Baviera, studiò a Salisburgo e a Parigi. Al Concilio di Lodi del 1161, Federico Barbarossa lo nominò arcivescovo di Magonza per porre fine a uno scisma tra Rodolfo di Zähringen e Cristiano di Buch in quella sede. Nello stesso concilio, il Barbarossa nominò antipapa Vittore IV, in opposizione a papa Alessandro III. Dopo la morte di Vittore nel 1164, Rainaldo di Dassel, arcivescovo di Colonia, scelse come antipapa Pasquale III a Lucca. Corrado si rifiutò di sostenere il nuovo antipapa e di conseguenza uscì dalle grazie dell'Imperatore. Fuggì in Francia e quindi a Roma nel 1165 e la sua sede venne assegnata a Cristiano di Buch, anche se Alessandro III lo riconosceva ancora come legittimo arcivescovo. Il 18 dicembre, il papa lo nominò cardinale del titolo di San Marcello e quindi cardinale vescovo di Sabina. Il Papa successivamente lo rese vescovo di Sora. Corrado fuggi prima che Cristiano prendesse Roma alla testa dell'esercito imperiale.
In base al trattato di Venezia del 1177, il Papa fu costretto a riconoscere Cristiano come legittimo arcivescovo di Magonza, ma Corrado fu ricompensato con l'arcidiocesi di Salisburgo. Corrado comunque, non cessò mai di considerarsi come nient'altro che il legittimo arcivescovo di Magonza. Quando Cristiano morì nel 1183, Corrado poté assumere nuovamente il suo incarico arcivescovile in quella città, la quale, nel 1160, era stata privata del suo statuto dall'imperatore, a causa dell'assassinio dell'arcivescovo Arnoldo di Selenhofen. Le fortificazioni erano state rase al suolo, ma Corrado le fece ricostruire e rinnovò la Cattedrale di Magonza.
Nell'aprile o nel maggio del 1187, alla Dieta di Gelnhausen, Corrado convinse i suoi vescovi a sostenere la causa dell'Imperatore contro Roma. Nell'autunno del 1188, si svolse a Magonza un concilio che annunciò la terza crociata. Corrado guidò un esercito alla crociata nel 1197, lo stesso anno in cui morì l'imperatore Enrico VI. Nel 1196 Corrado, assieme agli altri principi imperiali, aveva eletto re il figlio infante di Enrico, Federico II. Mentre Corrado era in Terra Santa, in qualità di legato di papa Celestino III, intervenne nella discussione sulla successione principesca di Antiochia. Cercò di far riconoscere Raimondo Rupeno come successore di Boemondo III, al posto di Boemondo IV. Il 6 gennaio 1199, con l'autorizzazione papale, Corrado incoronò Leone II, Signore delle Montagne, Re di Armenia come vassallo del Sacro Romano Impero. Più tardi nello stesso anno, fece ritorno dotato di un nuovo potere legatizio da papa Innocenzo III. Corrado riuscì a stabilire un armistizio nell'aprile del 1200 tra le fazioni in competizione in Germania, precisamente gli Hohenstaufen e i Welfen.
Stava tornando in Outremer quando morì a Riedfeld, vicino a Neustadt sull'Aisch, in quella che era all'epoca l'Ungheria. Venne sepolto nella cattedrale di Magonza che aveva fatto ampliare.

## Conclavi
Durante il cardinalato di Corrado di Wittesbach si svolsero sei conclavi ai quali tutti Corrado prese parte:
- conclave del 1181, che elesse papa Lucio III
- conclave del 1185, che elesse papa Urbano III
- conclave dell'ottobre 1187, che elesse papa Gregorio VIII
- conclave del dicembre 1187, che elesse papa Clemente III
- conclave del 1191, che elesse papa Celestino III
- conclave del 1198, che elesse papa Innocenzo III

## Genealogia episcopale e successione apostolica
La genealogia episcopale è:
- Papa Lucio III
- Papa Alessandro III
- Cardinale Corrado di Wittelsbach

La successione apostolica è:
- Vescovo Heinrich von Arbon (1184)
- Vescovo Konrad von Scharfenberg (1200)

## Ascendenza
|                                                 |   |                      | Genitori            |  |  | Nonni |  |  | Bisnonni             |  |  | Trisnonni |  |
|                                                 |   |                      |                     |  |  |       |  |  | Ottone I di Scheyern |  |  | …         |  |
|                                                 |   |                      |                     |  |  |       |  |  | Ottone I di Scheyern |  |  | …         |  |
|                                                 |   | …                    |                     |  |  |       |  |  | Ottone I di Scheyern |  |  |           |  |
| Eccardo I di Scheyern                           |   |                      |                     |  |  |       |  |  | Ottone I di Scheyern |  |  |           |  |
|                                                 |   | Haziga di Dießen     | …                   |  |  |       |  |  |                      |  |  |           |  |
|                                                 |   | Haziga di Dießen     | …                   |  |  |       |  |  |                      |  |  |           |  |
|                                                 |   | Haziga di Dießen     | …                   |  |  |       |  |  |                      |  |  |           |  |
| Ottone IV di Wittelsbach                        |   | Haziga di Dießen     |                     |  |  |       |  |  |                      |  |  |           |  |
|                                                 |   | Ulrico I di Carniola | Poppo I di Carniola |  |  |       |  |  |                      |  |  |           |  |
|                                                 |   | Ulrico I di Carniola | Poppo I di Carniola |  |  |       |  |  |                      |  |  |           |  |
|                                                 |   | Ulrico I di Carniola | Hadamut del Friuli  |  |  |       |  |  |                      |  |  |           |  |
| Richgarda di Weimar-Istria                      |   | Ulrico I di Carniola |                     |  |  |       |  |  |                      |  |  |           |  |
|                                                 |   | Sofia d'Ungheria     | Béla I d'Ungheria   |  |  |       |  |  |                      |  |  |           |  |
|                                                 |   | Sofia d'Ungheria     | Béla I d'Ungheria   |  |  |       |  |  |                      |  |  |           |  |
|                                                 |   | Sofia d'Ungheria     | Richeza di Polonia  |  |  |       |  |  |                      |  |  |           |  |
| Corrado di Wittelsbach                          |   | Sofia d'Ungheria     |                     |  |  |       |  |  |                      |  |  |           |  |
|                                                 | … | …                    |                     |  |  |       |  |  |                      |  |  |           |  |
|                                                 | … | …                    |                     |  |  |       |  |  |                      |  |  |           |  |
|                                                 | … | …                    |                     |  |  |       |  |  |                      |  |  |           |  |
| Federico III di Pettendorf-Lengenfeld-Hopfenohe | … |                      |                     |  |  |       |  |  |                      |  |  |           |  |
|                                                 |   | …                    | …                   |  |  |       |  |  |                      |  |  |           |  |
|                                                 |   | …                    | …                   |  |  |       |  |  |                      |  |  |           |  |
|                                                 |   | …                    | …                   |  |  |       |  |  |                      |  |  |           |  |
| Heilika di Pettendorf-Lengenfeld                |   | …                    |                     |  |  |       |  |  |                      |  |  |           |  |
|                                                 |   | …                    | …                   |  |  |       |  |  |                      |  |  |           |  |
|                                                 |   | …                    | …                   |  |  |       |  |  |                      |  |  |           |  |
|                                                 |   | …                    | …                   |  |  |       |  |  |                      |  |  |           |  |
| …                                               |   | …                    |                     |  |  |       |  |  |                      |  |  |           |  |
|                                                 |   | …                    | …                   |  |  |       |  |  |                      |  |  |           |  |
|                                                 |   | …                    | …                   |  |  |       |  |  |                      |  |  |           |  |
|                                                 |   | …                    | …                   |  |  |       |  |  |                      |  |  |           |  |
|                                                 |   | …                    |                     |  |  |       |  |  |                      |  |  |           |  |